# Yacimiento arqueológico Plaza de Armas
El yacimiento arqueológico Plaza de Armas se encuentra en una de las cotas más elevadas de la ciudad de Écija, en la comunidad autónoma de Andalucía, España. Los restos arqueológicos hallados abarcan un período enorme, incluyendo los restos más antiguos de la ciudad del siglo IX antes de Cristo con Tartessos y turdetanos, así como residencias romanas con grandes mosaicos y restos andalusíes. Su recuperación y excavación comenzó en 1999 y continúa en la actualidad.

## Historia
La primera mención del antiguo Alcázar Real de Écija se remonta a 1263, cuando se dice que veinte años antes con el Repartimiento de Écija se había entregado la «torre de la Calahorra», que estaba ubicada en el castillo de la ciudad, a los nobles cristianos. A partir de entonces los terrenos pasaron por las manos de diversos alcaides que recibían tropas especialmente durante las luchas contra el Reino nazarí de Granada. De hecho, fue Diego García de Castrillo, alcaide de los alcázares de Écija, quien puso una cruz, el pendón de Santiago y el Real en la torre del Homenaje de la Alhambra tras la conquista de la ciudad el 2 de enero de 1492. Al concluir la guerra el alcázar quedó inutilizado y abandonado a partir del siglo XVI y propició que los mismos vecinos se quejaran en 1682 de su estado al temer que los restos cayeran encima de sus casas colindantes, lo que da una idea del gran estado de ruina en el que se encontraría.

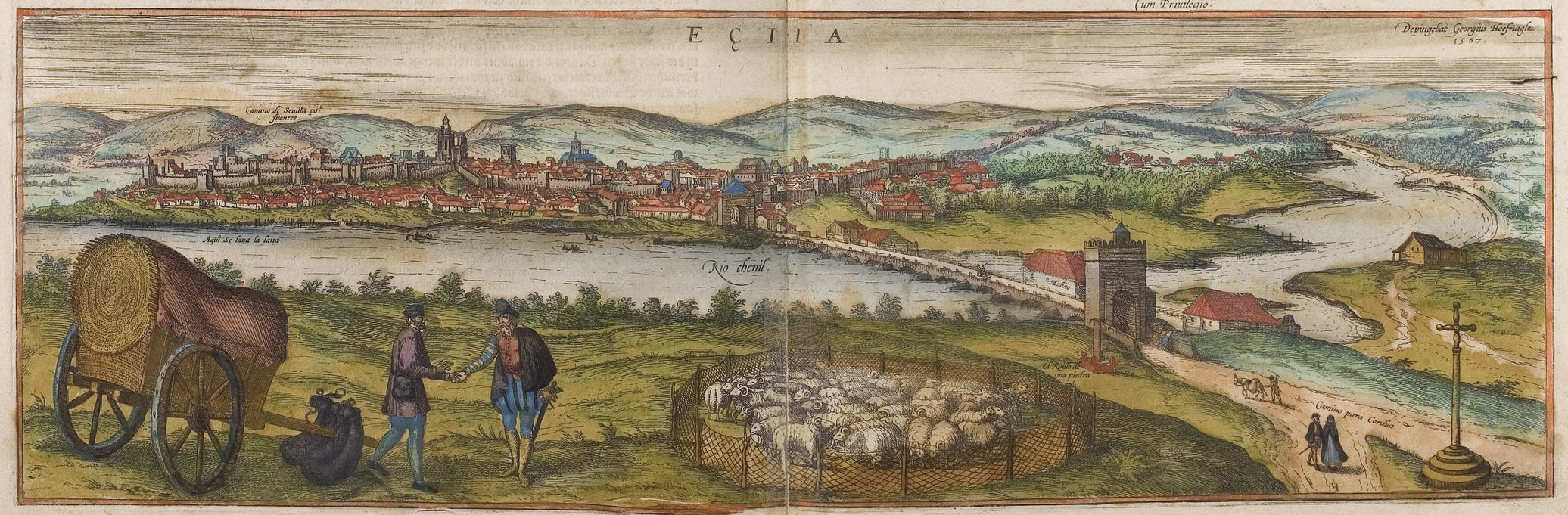
Dibujo de 1572 en el que aparece el antiguo Alcázar de Écija.

El 30 de abril de 1700 se reúne el cabildo de la ciudad para decidir que hacer con esta zona que llevaba tantos siglos en decadencia y se decide que podría destinarse a picadero de caballos debido a la ausencia de estas actividades. Así pues, se solicita su conversión a la Corona española a través de la Real Chancillería de Granada, quien accede a este cometido el 18 de mayo del mismo año. Las obras de remodelación para este objetivo hacen que se pierda el aspecto original del alcázar a lo largo del siglo XVIII, del que únicamente nos han quedado bocetos de algunos viajeros a Écija como Joris Hoefnagel y Anthonis van den Wijngaerde (1567) o Piero Maria Baldi e Israël Silvestre (segunda mitad del siglo XVII). A pesar de que la denominación de «picadero» se mantiene actualmente entre los ecijanos, en el siglo XIX el área se había convertido en un vertedero de escombros y basuras, y finalmente, a partir de la década de 1950, en el antiguo alcázar se edificaron chabolas que lo van a convertir en uno de los barrios más degradados y marginales.

### Excavaciones

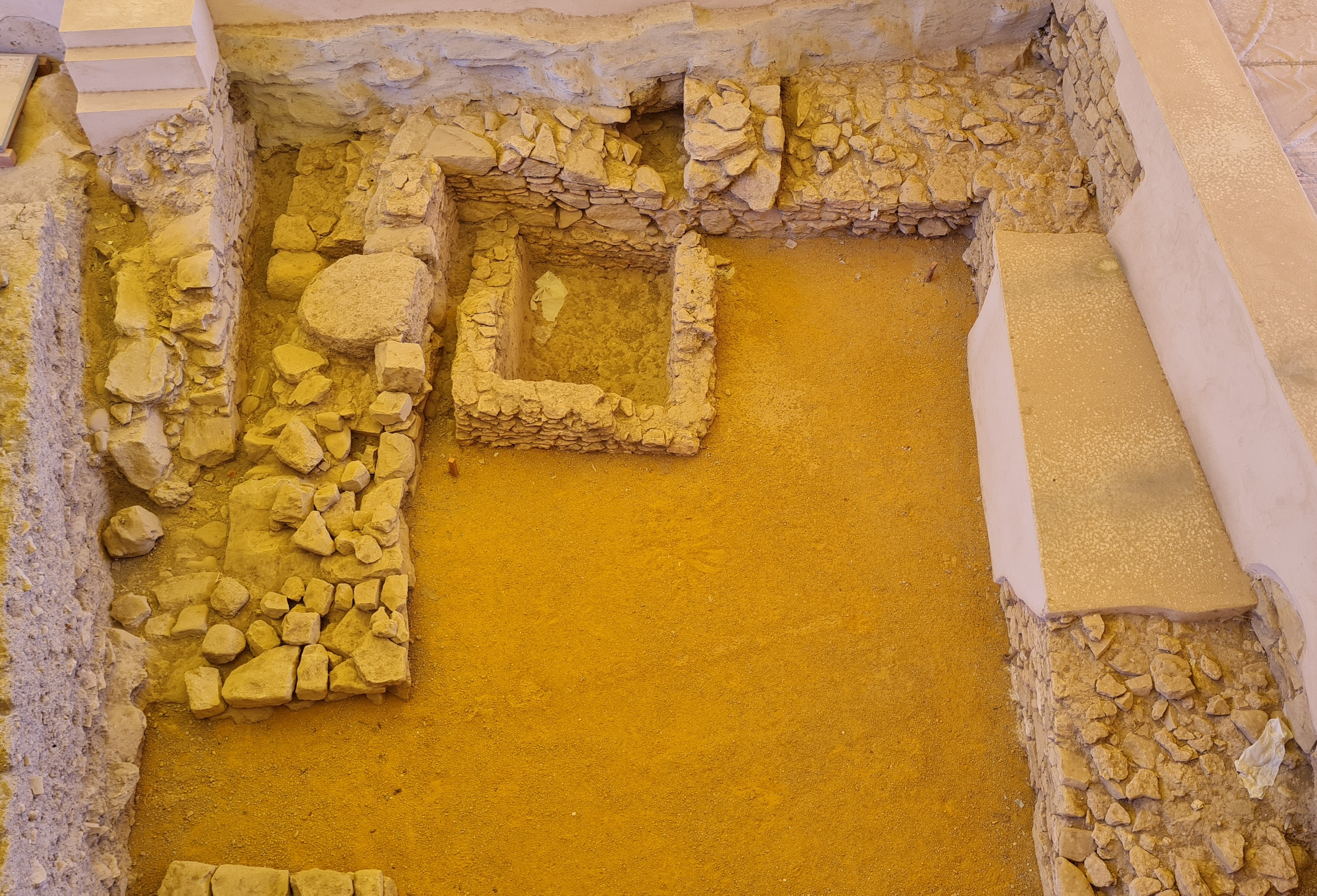
Una de las zonas más antiguas del yacimiento, perteneciente a la época íbero-turdetana.

Esta situación no mejoró hasta 1999, cuando el Ayuntamiento de Écija decide reubicar a estos ciudadanos de pobreza extrema en viviendas sociales de promoción municipal y demuele todas las chabolas que impedían estudiar de manera científica el yacimiento de Plaza de Armas, comenzando estos proyectos arqueológicos en noviembre de 2001. Las sucesivas campañas permitieron verificar que en el yacimiento se encontraban las capas históricas más antiguas de la ciudad, pertenecientes al Bronce Final, en torno al siglo IX antes de Cristo, prosiguiendo con una fase tartésica y turdetana, hasta la fundación de la ciudad romana a finales del siglo I antes de Cristo. La creación de la nueva urbe romana arrasó las diversas capas del oppidum turdetano para la creación de una serie de viviendas que han podido salir a la luz con algunos mosaicos romanos. Otra de las excavaciones recientes ha revelado la denominada como domus de los Fabii en el sector noroccidental de la Plaza de Armas con dos estancias y un balneum (terma privada) con bóveda de cañón realizada en ladrillo. El pavimento de la Estancia 4.4 es de una calidad exquisita, realizado con diversos mármoles polícromos y en la técnica conocida como opus sectile, mientras que en la Estancia 4.3 destacan las pinturas murales con decoración polícroma y vegetal, rombos y círculos.

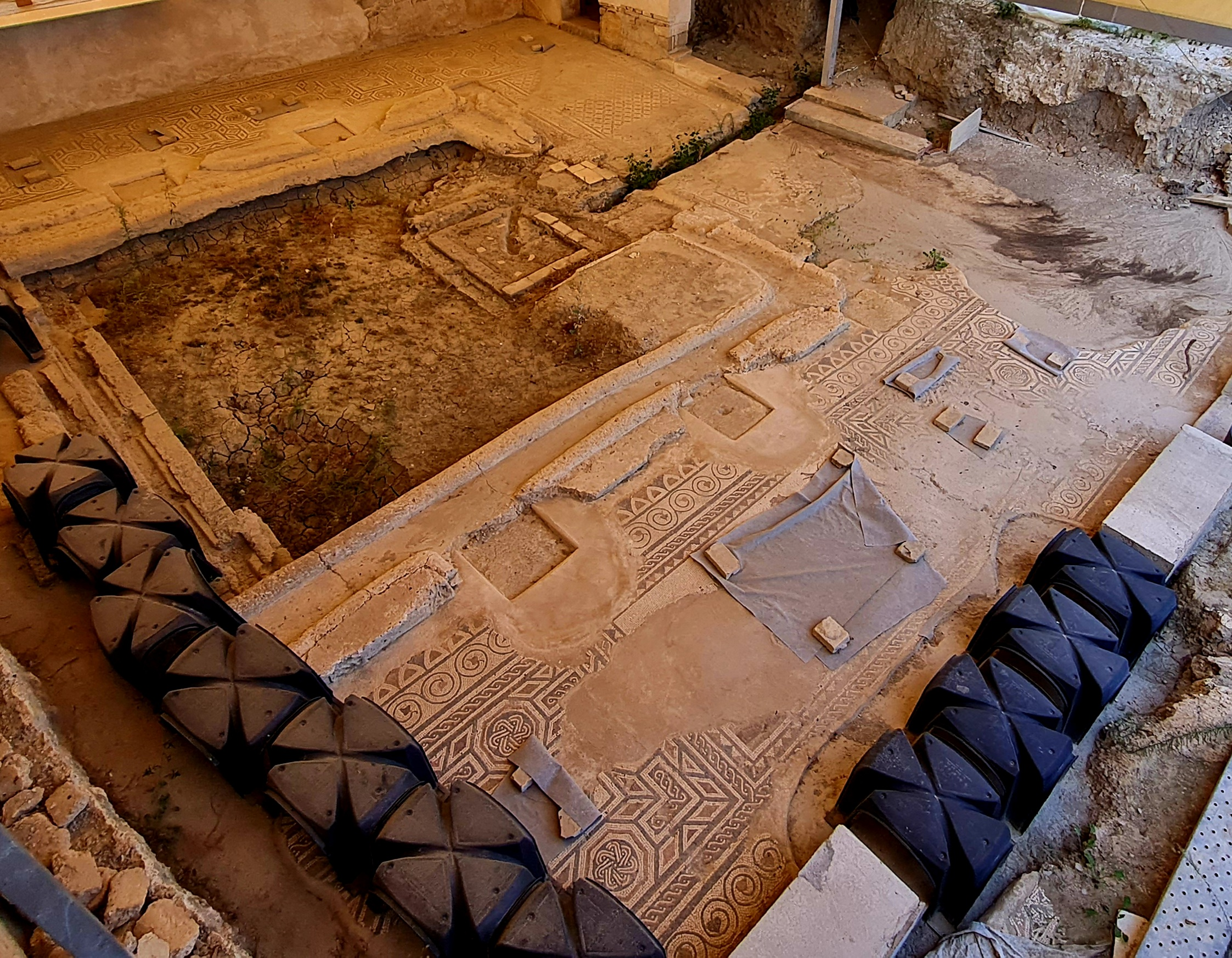
Gran patio central con ninfeo, una de las últimas estancias descubiertas en 2019.

En 2001 apareció el Mosaico de la doble cara, debido a que representa a un joven sátiro o a un anciano sileno con pandereta báquica, según la perspectiva desde donde se visualice; esta característica únicamente la albergan tres mosaicos más en el mundo. En 2015 se encontró el denominado como Mosaico de los amores de Zeus ubicado en una estancia de 40 metros cuadrados que podría pertenecer al comedor debido a su parte geométrica con cubos en tres dimensiones en forma de L. El tema mitológico representa los diversos romances que acontecieron al dios Zeus, en los que se transformaba para lograr su cometido sexual, con Dánae y la lluvia dorada, Leda y el cisne, Antíope acosada por el sátiro y Ganímedes y el águila, mientras que en el tema central estaría representado el rapto de la princesa Europa por el toro. Asimismo, rodean estos temas las cuatro estaciones, de las que solo se han preservado el otoño y el invierno y una parte mínima del verano, y Cástor con un equino. Este último mosaico fue extraído en verano de 2015 para su restauración, aunque hasta diciembre de 2017 no se trasladó desde el palacio de Peñaflor al Instituto Andaluz del Patrimonio Histórico (IAPH), regresando a su lugar de origen una vez restaurado en noviembre de 2019. El último mosaico encontrado fue en septiembre de 2019: representa figuras geométricas, mide 12,5 metros de lado y pertenecía a un gran patio central con ninfeo, una gran fuente monumental y un arriate con vegetación, cuyas dimensiones podrían alcanzar entre 200 y 400 metros cuadrados.

## Delito contra el patrimonio
La madrugada del 9 de marzo al 10 de marzo de 2015 dos individuos entraron en el yacimiento con el objetivo de robar algunas piezas y venderlas, destrozando al completo el Mosaico de las dos caras y siendo atrapados esa misma noche gracias a las cámaras de seguridad. Las piezas fueron encontradas en un descampado donde las habían ocultado, a la espera de su restauración, mientras que los acusados acabaron reconociendo los hechos y aceptaron una condena de once meses de cárcel.